# ريان توماس
ريان توماس (بالإنجليزية: Ryan Thomas)‏ (20 ديسمبر 1994 نيوزيلندا - ) هو لاعب كرة قدم نيوزلندي يلعب كلاعب وسط.

## مسيرته الكروية
لعب ريان توماس خلال مسيرته الاحترافية مع 4 أندية في تسعة مواسم وسجل خلالها 14 هدفًا ضمن 154 مباراة. حيث فاز في موسم واحد بالكأس ولم يفز بأي دوري.
خاض ريان توماس مسيرته مع WaiBOP United ‏ في موسم 2011–12 ولمدة موسمين، مشاركًا في 18 مباراة سجل خلالها 4 أهداف. ثم انتقل إلى نادي بي إي سي زفوله في موسم 2013–14 ليلعب معه خمسة مواسم، حيث شارك في 123 مباراة سجل خلالها 8 أهداف. لينتقل بعدها إلى Jong PSV ‏ في موسم 2018–19 لمدة موسم واحد، مشاركًا في مباراتين ولم يسجل أي هدف. ثم انتقل إلى نادي آيندهوفن في موسم 2019–20 لمدة موسم واحد، مشاركًا في 11 مباراة سجل خلالها هدفين.

## وصلات خارجية
ريان توماس على موقع الاتحاد الدولي (مؤرشف)  (الإنجليزية)
- ريان توماس على موقع قاعدة بيانات كرة القدم.إي يو (الإنجليزية)
- ريان توماس على موقع ليكيب (الفرنسية)
- ريان توماس على موقع ناشيونال فوتبول تيمز (الإنجليزية)
- ريان توماس على موقع Soccerway.com (الإنجليزية)
- ريان توماس على موقع عالم كرة القدم.نت (الإنجليزية)
- ريان توماس على موقع AS.com (الإسبانية)